# Притурка (преса)
Притурките могат да бъдат по тема, като например икономическа притурка, туристическа притурка и демографска притурка, като притурка за младежи, притурка за жени. Притурките могат да излизат с различна честота: дневна притурка, седмична притурка. Успоредно на редовните притурки излизат и специални притурки за празници и специални събития. Обикновено притурката, за разлика от списанията, не е отпечатана на хром хартия. Наред с добавените към вестниците притурки има притурки с маркетингово съдържание.
Обикновено всяка притурка има редактор и последователна дизайнерска линия. Притурките печелят читатели.
Вестникарската притурка, често това е седмичният обзор, обикновено е в таблоиден формат и покрива широк спектър от теми, които не са толкова критични по отношение на времето, т.е. кога, в кой момент, да бъдат разгледани/анализирани.